# Thomas Eakins
Thomas Cowperthwait Eakins (Philadelphia, 25 juli 1844 – aldaar,  25 juni 1916) was een Amerikaanse realistisch kunstschilder, beeldhouwer en fotograaf. Hij wordt gerekend tot de belangrijkste kunstenaars in de Amerikaanse kunstgeschiedenis.
Enkele van zijn werken zijn Max Schmitt in a Single Scull (1871), The Biglin Brothers Racing (1872), The Gross Clinic (1875), The Agnew Clinic (1889) en William Rush and His Model (1908). Hij schilderde ook graag naakten, zoals in The Swimming Hole (1884-85).

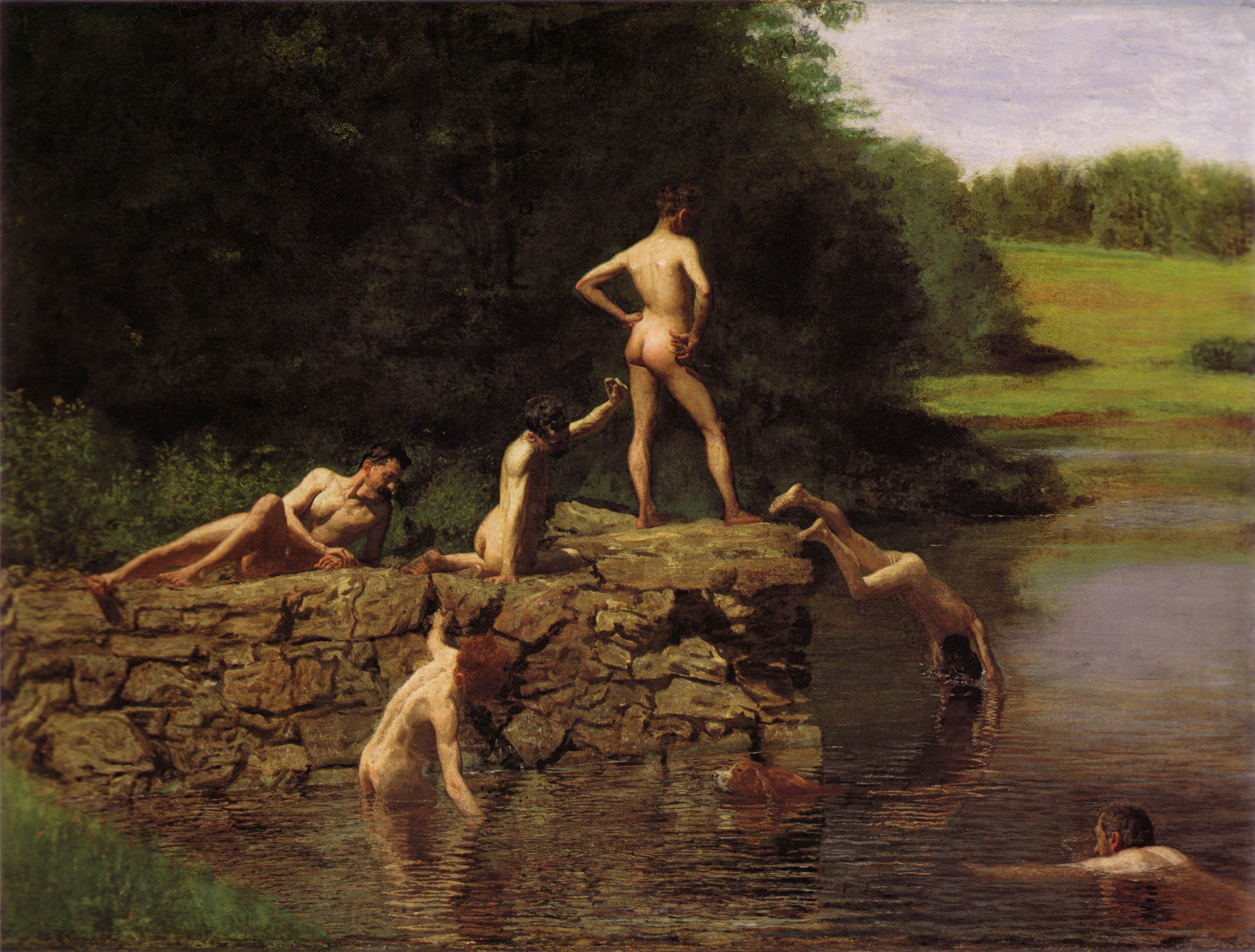
The Swimming Hole, 1884–85, Amon Carter Museum of American Art, Fort Worth, TX
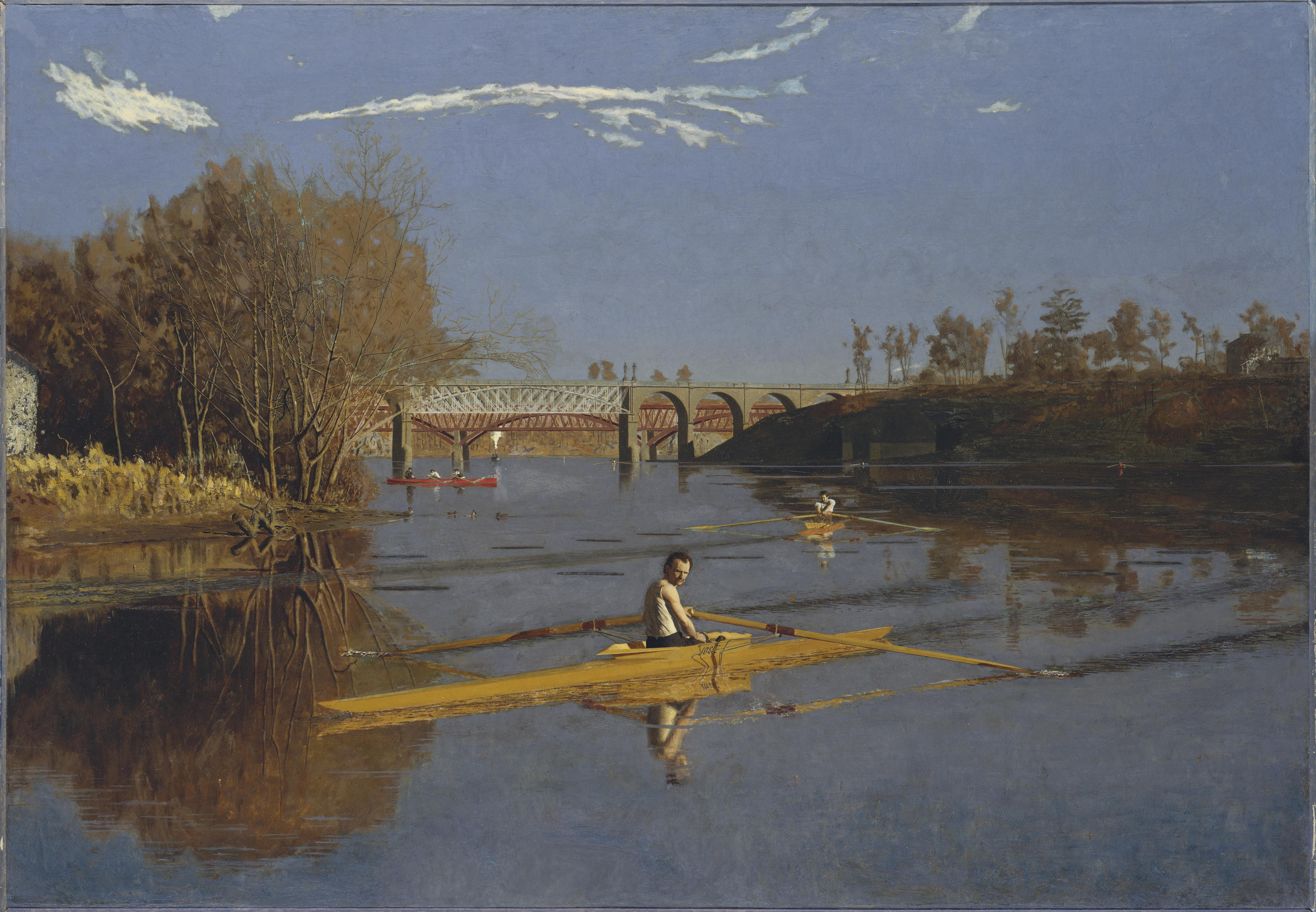
Max Schmitt in a Single Scull, 1871, Metropolitan Museum of Art, New York
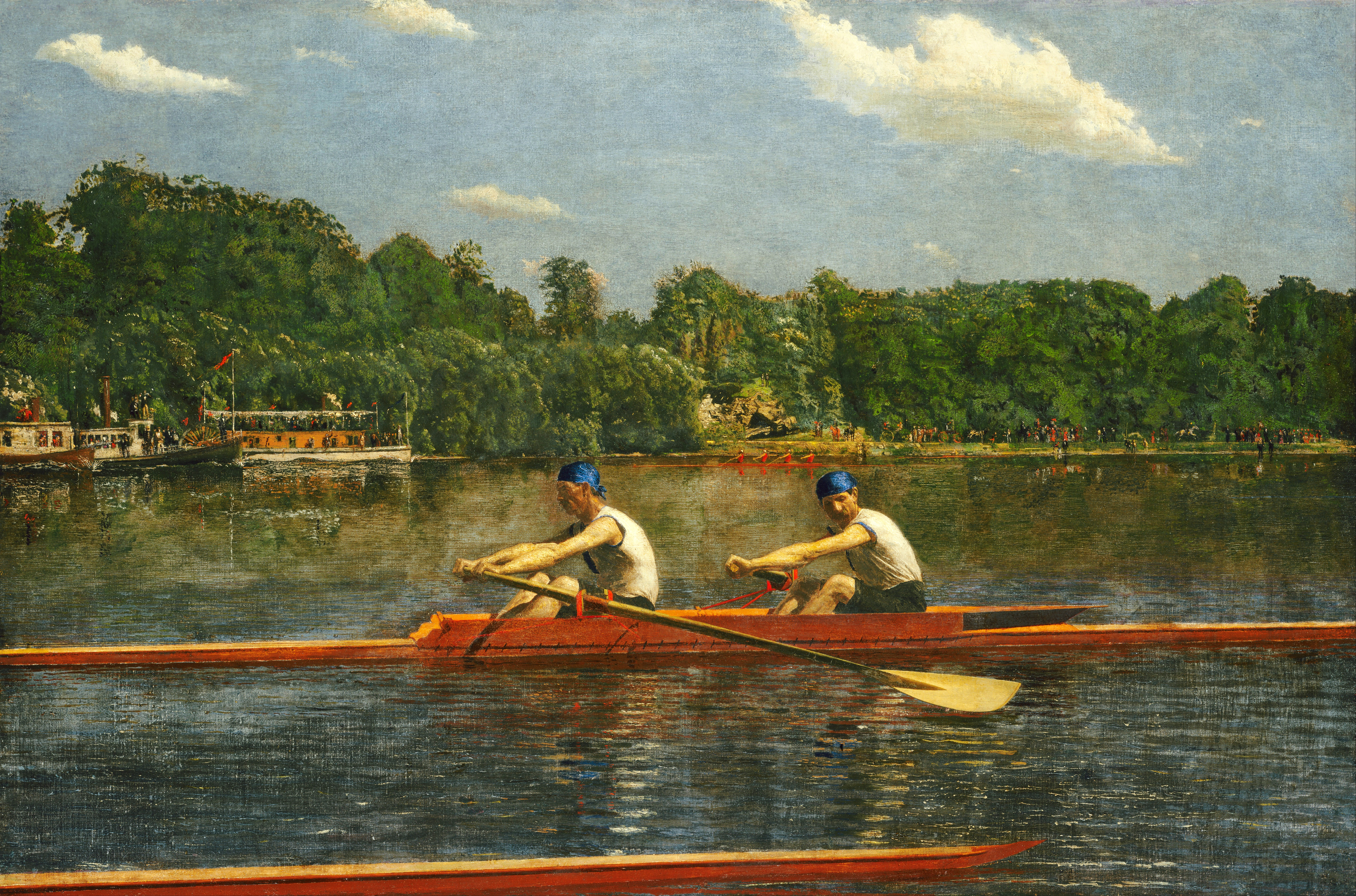
The Biglin Brothers Racing, 1872, National Gallery of Art, Washington
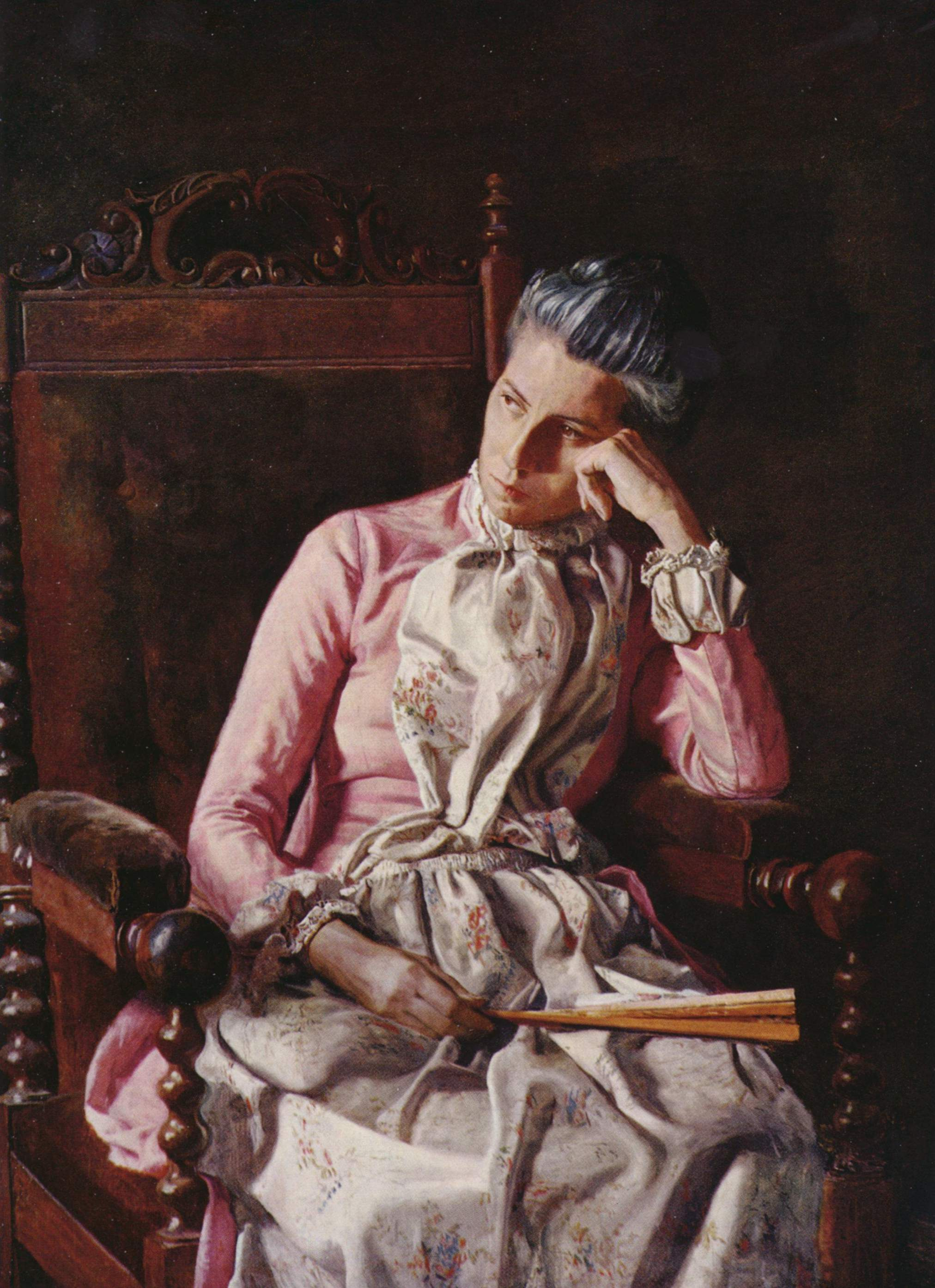
Portret van schilderes Amelia Van Buren, ca. 1891, The Philips Collection, Washington